# Menjagrà gris
El menjagrà gris (Sporophila intermedia) és un ocell de la família dels tràupids (Thraupidae).

## Hàbitat i distribució
Habita boscos i arbusts al nord de Sud-amèrica, a l'illa de Trinitat, nord i oest de Colòmbia, Veneçuela, Guyana i nord del Brasil.